# Federalismo en España

Estados que compondrían la nación española según el proyecto de Constitución Federal de 1873. En la imagen no aparecen ni Cuba ni Puerto Rico, entonces dos «provincias» españolas.

El federalismo en España se inicia en la década de 1830, aunque existen antecedentes desde la última década del siglo XVIII. El primer y único intento de instaurar un Estado federal en España se produjo durante la Primera República Española (1873-1874). Tras este fracaso, el federalismo fue una corriente política minoritaria. En la Segunda República Española y en la Transición se optó por un modelo intermedio entre el federalismo y el centralismo: el «Estado integral», en el primer caso, y el «Estado de las autonomías», en el segundo.

## Historia

### Inicios
A partir de los años 1830 el liberalismo más radical de cuño demócrata-republicano defendió el federalismo como forma de organización política de la nación española que en ocasiones derivó hacia el iberismo bajo la fórmula de una república federal que englobara a Portugal y a España. Existen, sin embargo, antecedentes que se remontan a finales del siglo XVIII y primer tercio del siglo XIX por obra curiosamente de liberales exiliados ―y que Juan Francisco Fuentes ha denominado «protofederalismo del exilio» y del que reconoce que fue muy minoritario―. Es el caso de José Marchena que ya en 1792 propone una república integrada por España y Portugal, o el de Juan de Olabarría que fue quien probablemente elaboró en 1819 un proyecto de Constitución en el que se decía que «las provincias son naturalmente federadas» y que «los intereses comunes a una provincia son de la competencia provincial», además de José Canga Argüelles que en 1826 publicó de forma anónima en Londres las Cartas de un americano sobre las ventajas de los gobiernos republicanos federativos o de Ramón Xaudaró que en Limoges publicó en 1832 Bases d’une constitution politique ou principes fondamentaux d’un système républicain.
En el periódico republicano El Huracán publicado entre 1840 y 1841 ponía como modelo de la «democracia pura» a Estados Unidos e incluía los siguientes versos federales e iberistas:

Ante todo destronar
de Borbón la raza infiel,
federarnos en tropel,
con el digno lusitano
y ser pueblo soberano
sin Cristina ni Isabel.

El federalismo partió de los «antiguos reinos» medievales para definir los Estados que formarían la República federal española. Su gran teórico fue el político republicano catalán Francisco Pi y Margall autor de Las Nacionalidades publicada en 1877 poco después del fracaso de la experiencia federal de la Primera República Española. Como ha señalado Juan Francisco Fuentes, los federalistas razonaron a la inversa que los afrancesados y los moderados que «hicieron del Estado la piedra angular de su proyecto modernizador, en detrimento de la nación soberana», porque consideraban «la nación solo alcanzaría la plenitud de su existencia si el Estado unitario y centralista ―impuestos, quintas, fuerzas del orden, covachuelas, monarquía― era convenientemente desguazado», proponiendo así una «especie de nación sin Estado». La concepción de España de los federalistas ha sido definida como «nación pluriestatal que haría libres por igual a los ciudadanos y a los territorios», un «extraño híbrido», según Juan Francisco Fuentes, entre federalismo y jacobinismo. Esta mezcla se puede comprobar en un documento de la junta insurrecta de Barcelona en 1842 en el que tras reafirmar «la unión y puro españolismo de todos los catalanes libres» y denunciar «la tiranía y la perfidia del poder que ha conducido a la Nación al estado más deplorable», se declaraba la «independencia de Cataluña, con respecto a la Corte, hasta que se restablezca un gobierno justo».

### Fracaso de la República Federal de 1873

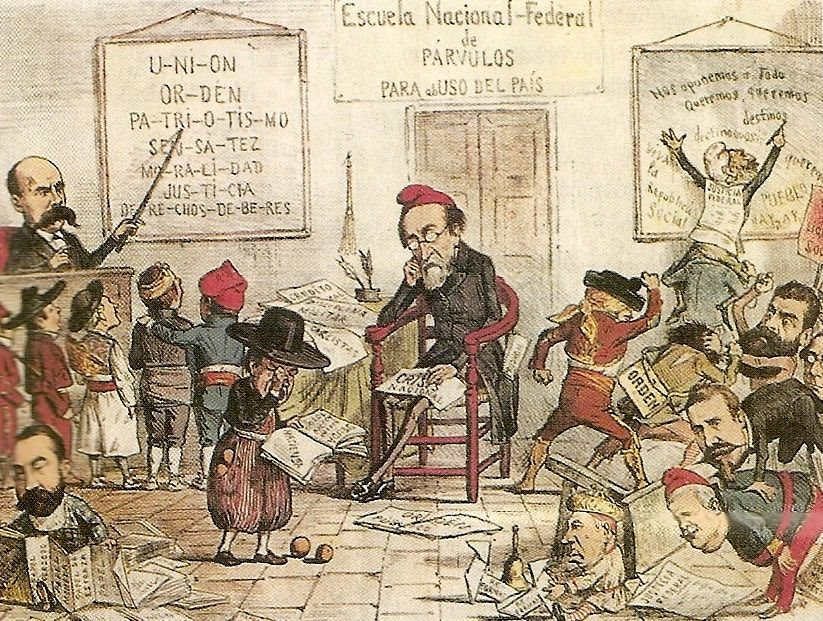
Caricatura de la revista La Flaca (1873) en la que aparece Francisco Pi y Margall en el centro desbordado por figuras infantiles ataviadas con los distintos trajes regionales, y a la izquierda Emilio Castelar intentado poner orden.

Esta concepción confederal de España vuelve a aparecer en las Bases para la Constitución federal de la Nación española y para la del Estado de Cataluña (1868), de Valentín Almirall y, en fin, en el proyecto de Constitución Federal de 1873, cuyo artículo 1º decía: «Componen la Nación española los Estados de Andalucía Alta, Andalucía Baja, Aragón, Asturias, Baleares, Canarias, Castilla la Nueva, Castilla la Vieja, Cataluña, Cuba, Extremadura, Galicia, Murcia, Navarra, Puerto-Rico, Valencia, Regiones Vascongadas».Sin embargo, la República Federal proclamada por las Cortes el 8 de junio de 1873, fragilizada por luchas políticas internas, por la tercera guerra carlista y por la rebelión cantonal, no llegó a promulgar la constitución federal proyectada: las Cortes quedaron suspendidas el 20 de septiembre de 1873 y un golpe de Estado el 3 de enero de 1874 dio paso a una república unitaria dictatorial.
Según la interpretación de José Luis de la Granja, Justo Beramendi y Pere Anguera, el fracaso de la propuesta federal de la Primera República bloqueó el proceso de ensanchamiento de la base social de la nación española y de debilitamiento de las fidelidades subestatales, con lo que «contribuyó a crear las condiciones para que, cuando actuasen otros factores, acabara quebrándose [la] unicidad nacional española» que en 1875, a pesar de todo, nadie cuestionaba.

### Segunda República Española
En la Constitución Española de 1931, que rigió la Segunda República española, se estableció un modelo territorial a medio camino entre el federalismo ―que ya no era defendido por los partidos republicanos debido, entre otras razones, a la influencia del regeneracionismo y al fracaso de la experiencia federal de 1873-1874― y el centralismo ―por ejemplo, Unión Republicana concebía el Estado como «una interacción de autonomías municipales y regionales dentro de la unidad indestructible de España»―. A esa nueva fórmula se le llamó «Estado integral, compatible con la autonomía de los Municipios y las Regiones». Pero no se acordó que el régimen de autonomía fuera para todos al exigirse un respaldo de la población muy amplio ―dos tercios del censo electoral― en las «regiones» que demandaran acceder a él: de hecho, sólo Cataluña, País Vasco y Galicia emprendieron el proceso para obtener estatutos de autonomía. La victoria del general Franco en la guerra civil española (1936-1939) y la dictadura que instauró anularon dicho proceso.

### «Estado de las autonomías»

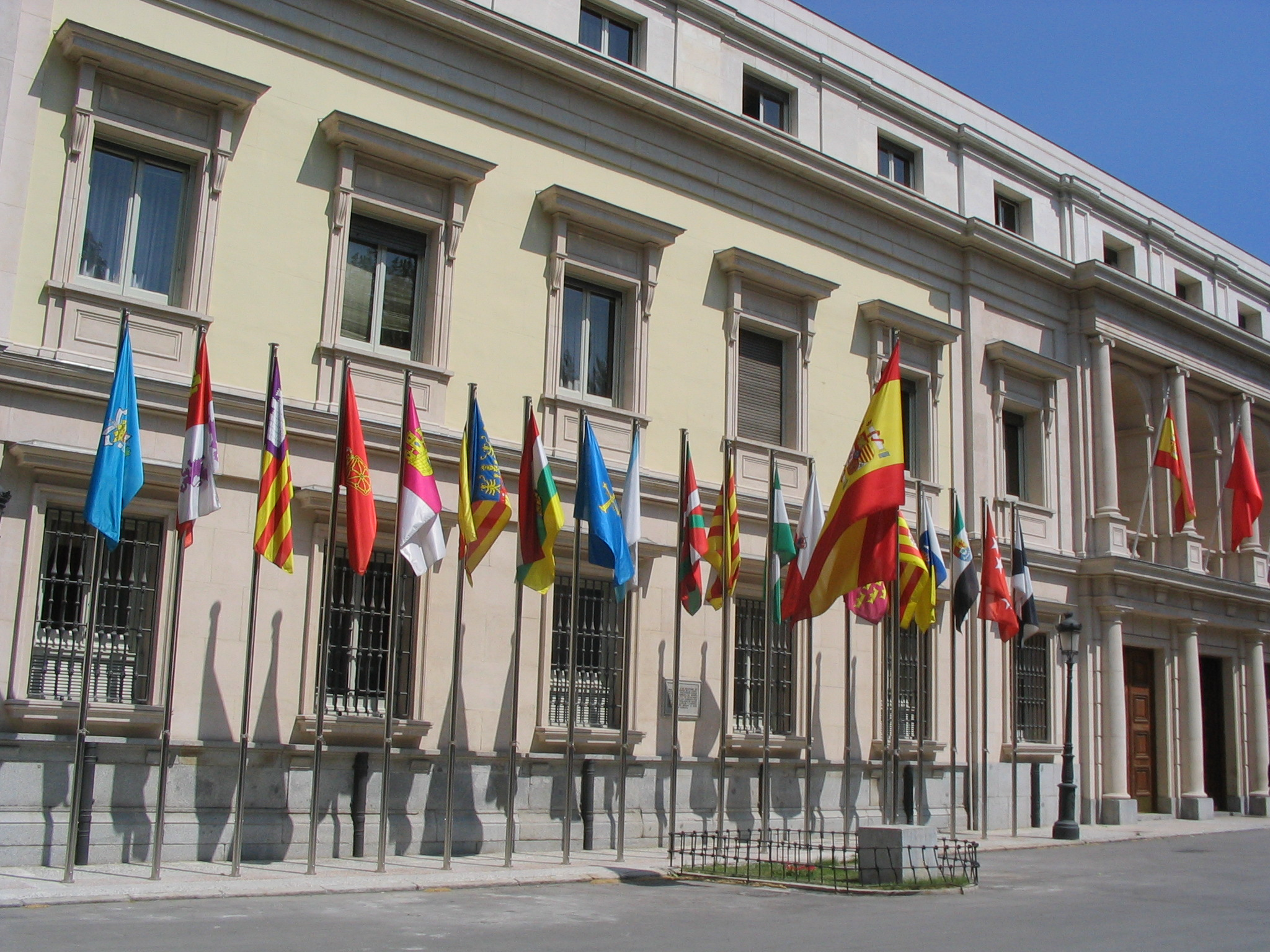
Bandera de España y banderas de las 17 comunidades autónomas y las dos ciudades autónomas en la fachada del edificio del Senado en Madrid.

Tras la muerte del dictador en 1975 se inició una transición democrática durante la cual se acabó adoptando con algunas variantes el modelo territorial híbrido ―ni centralista, ni federalista― del Estado integral de la Segunda República Española. Este quedó plasmado en la Constitución de 1978. En artículo 2 se decía que la Constitución «reconoce y garantiza el derecho a la autonomía de las nacionalidades y regiones», un término el de «nacionalidad» que nunca se había usado en la historia del constitucionalismo español y cuyo significado concreto no fue especificado en ninguno de los artículos siguientes. Según reconoció el socialista Gregorio Peces Barba años después de aprobada la Constitución, la distinción entre «nacionalidades» y «regiones» estaba inspirada en la idea de España como «nación de naciones» del socialista exiliado Anselmo Carretero.
El «Estado de las autonomías» que se acabó constituyendo al igualarse progresivamente las competencias y la arquitectura institucional de las comunidades autónomas de la «vía lenta» del artículo 143 de la Constitución y de la «vía rápida» del 151 (Cataluña, País Vasco, Galicia y Andalucía), no alcanzó su objetivo principal: que los diversos nacionalismos existentes en España se pusieran de acuerdo sobre el tipo de Estado aceptable para todos. Los nacionalismos periféricos no se sintieron satisfechos con la solución autonómica, ni con el «café para todos» ―la generalización de las autonomías― que finalmente se adoptó y continuaron reivindicando un modelo confederal e incluso la independencia. Sin embargo, el llamado modelo del café para todos ha sido comparado con un federalismo de tipo simétrico.
En la primera década del siglo XXI, el socialista catalán Pascual Maragall, preconizador del concepto de «federalismo diferencial» —centro de su pensamiento político—, propuso a través del Estatuto de autonomía de Cataluña de 2006 el encaje de Cataluña en España dentro de un modelo federal inspirado en cierto modo en el «federalismo asimétrico» apoyado tradicionalmente por los nacionalismos periféricos.